# 산탈어

산탈어(Santali, 올치키 문자: ᱥᱟᱱᱛᱟᱲᱤ) 또는 산탈리어는 인도에 사는 산탈족의 언어로, 오스트로아시아어족에 속한다.주로 인도 아삼주에서 사용되며 인도, 네팔, 부탄, 방글라데시에 760만명의 화자가 있다. 이 언어는 베트남어와 크메르어 다음으로 많이 쓰이는 오스트로아시아어족 언어이다.

## 문자
주로 구어로만 쓰여왔으나, 1925년 올치키 문자가 개발되었다.

## 음운

### 닿소리
|        |        | 양순음 | 치경음 | 권설음 | 경구개음 | 연구개음 | 성문음 |
| ------ | ------ | ------ | ------ | ------ | -------- | -------- | ------ |
| 비음   | 비음   | m      | n      |        | ɲ        | ŋ        |        |
| 파열음 | 무성음 | p      | t      | ʈ      | c        | k        |        |
| 파열음 | 유성음 | b      | d      | ɖ      | ɟ        | ɡ        |        |
| 마찰음 | 마찰음 |        | s      |        |          |          | h      |
| 유음   | 전동음 |        | r      |        |          |          |        |
| 유음   | 탄음   |        |        | ɽ      |          |          |        |
| 유음   | 설측음 |        | l      |        |          |          |        |
| 반모음 | 반모음 |        |        |        | j        | w        |        |

모든 파열음은 음절 말에서 불파음으로 나거나 성문음화된다.

### 홀소리
|          | 전설 | 중설 | 후설 |
| -------- | ---- | ---- | ---- |
| 고모음   | i, ĩ |      | u, ũ |
| 중고모음 | e    | ə, ə̃ | o    |
| 중저모음 | ɛ, ɛ̃ |      | ɔ, ɔ̃ |
| 저모음   |      | a, ã |      |

## 같이 보기
- 인도의 언어
- 올치키 문자